# Sara Klarić
Sara Klarić (* 10. Juli 1993 in Zagreb) ist eine kroatische Fußballspielerin.

## Karriere

### Verein
Die Verteidigerin startete ihre Karriere mit dem ŽNK Dinamo-Maksimir. Dort gab sie 2011 ihr Seniorendebüt in der 1. HNL. Im Sommer 2012 kehrte sie Dinamo Maksimir den Rücken und wechselte zum Ligarivalen ŽNK Rijeka.

### Nationalmannschaft
Sie spielte ihr A-Länderspieldebüt für die Kroatische Fußballnationalmannschaft der Frauen gegen Slowenien am 12. März 2010. Zuvor spielte sie von 2008 bis 2011 diverse Spiele für die U-17 Kroatien's.

## Privates
Klaric machte 2012 an dem XVI. gimnazija Zagreb ihr Abitur und besuchte zuvor bis 2010 die Osnovna šola Marije Vere. Seit dem Herbst 2012 studiert sie an der Ekonomski Fakultet Zagreb.